# Creagrutus hildebrandi
Creagrutus hildebrandi es una especie de pez de la familia Characidae en el orden de los Characiformes.

## Morfología
Los machos pueden llegar alcanzar los 6,3 cm de longitud total.

## Hábitat
Vive en zonas de clima tropical.

## Distribución geográfica
Se encuentran en Sudamérica:  cuenca del lago Maracaibo y Golfo de Venezuela.

## Alimentación
Es omnívoro: come invertebrados  bentónicos y semillas pequeñas.